# Wanshouyan
Wanshouyan (chinesisch 万寿岩遗址, Pinyin Wànshòuyán yízhǐ – „Wanshouyan-Stätte“) ist eine paläolithische Höhlenstätte in Sanming in der ostchinesischen Provinz Fujian. Die ältesten Funde werden auf eine Zeit vor 200.000 Jahren datiert.
Die Stätte steht seit 2001 auf der Liste der Denkmäler der Volksrepublik China (5-51).